# Uwe Krause (Musiker)
Uwe Krause (* 1969 in Dresden) ist ein deutscher Komponist, Pianist und Musikpädagoge.
Krause war von 1982 bis 1987 Schüler in der Komponistenklasse Halle bei Hans-Jürgen Wenzel und studierte anschließend Komposition bei Wilfried Krätzschmar und Klavier bei Gunnar Nauck an der Hochschule für Musik Dresden. Des Weiteren studierte er Kammermusik an der Franz-Liszt-Akademie Budapest bei Ferenc Rados und György Kurtág.
Krauses kompositorische Arbeit umfasst nahezu alle Genres zwischen Orchester- und Filmmusik, Kammermusik und Musical. Sein Werk On s’aime dans la Rue Monge wurde auf den 6. Dresdner Tagen der zeitgenössischen Musik uraufgeführt.
Er ist künstlerischer Leiter des Niederlausitzer Kammerensembles und Vorstandsmitglied des Brandenburgischen Vereins Neue Musik e.V.
Von 1999 bis 2008 war Uwe Krause Leiter der Komponistenklasse Halle und ist derzeit stellvertretendes Vorstandsmitglied des Fördervereins der Komponistenklasse Halle e.V.
Krauses Werke werden regelmäßig international (Aufführungen in Deutschland, Finnland, Ungarn, Holland, Aserbaidschan) von namhaften Ensembles wie dem Kammerensemble Neue Musik Berlin, dem Thürmchen-Ensemble Köln oder Sinfonietta Dresden gespielt. Als Pianist ist er in zeitgenössischer Kammermusik ebenso gefragt.
Krause lebt als freischaffender Komponist, Musiker und Musikpädagoge in Weißack (Niederlausitz).